# Magdeburger Motorwerke
Magdeburger Motorwerke Max Stang & Co., zuvor Magdeburger Motor- und Motorfahrzeug-Werke GmbH, war ein deutscher Hersteller von Automobilen.

## Unternehmensgeschichte
Das Unternehmen Magdeburger Motor- und Motorfahrzeug-Werke GmbH (M.M.W.) aus Magdeburg-Neustadt begann 1900 mit der Produktion von Automobilen. Der Markenname lautete Magdeburger. Ende 1902 erfolgte die Umfirmierung in Magdeburger Motorwerke Max Stang & Co. Gleichzeitig endete die Automobilproduktion. Bis zur Auflösung des Unternehmens im Jahre 1905 entstanden nur noch Motoren.

## Fahrzeuge
Das Unternehmen stellte leichte Automobile her. Es gab Varianten mit Vis-à-vis-Sitzanordnung, mit zwei Sitzbänken in Fahrtrichtung sowie Lieferwagen. Für den Antrieb sorgte ein Einzylindermotor, der anfangs im Heck, später vorne im Fahrzeug montiert war. Besonderheit war, dass die Karosserie zu Wartungs- und Reparaturzwecken hochgeklappt werden konnte.